# Metombola
Le métombola est une langue bantoue mineure du Gabon.